# دانشگاه باث
دانشگاه باث (به انگلیسی: University of Bath) دانشگاهی واقع در شهر باث، در کشور انگلستان است. این دانشگاه از بهترین دانشگاه‌های انگلستان به شمار می‌رود و در فهرست کنونی گاردین به عنوان ششمین دانشگاه برتر پادشاهی متحد بریتانیای کبیر و ایرلند شمالی  شناخته می‌شود. همچنین، بر اساس جدول لیگ دانشگاهی، دانشگاه باث در رتبه پنجم پادشاهی متحد بریتانیای کبیر و ایرلند شمالی قرار گرفته است.